# كارليل هوليداي
كارليل هوليداي (بالإنجليزية: Carlyle Holiday)‏ هو لاعب كرة قدم أمريكية أمريكي، ولد في 4 أكتوبر 1981 في سان أنطونيو في الولايات المتحدة.

## وصلات خارجية
- كارليل هوليداي على موقع مرجع كرة القدم المحترفة.كوم (الإنجليزية)